# Seasons (Pete Jolly)
| Recensione | Giudizio |
| ---------- | -------- |
| AllMusic   |          |

Seasons è un album del musicista jazz statunitense Pete Jolly, pubblicato dall'etichetta discografica A&M Records nel giugno del 1971.

## Tracce

### LP
Lato A (SP-3065)
Testi e musiche di Pete Jolly, eccetto dove indicato.
1. Leaves – 1:44
2. Younger Than Springtime – 2:14 (testo: Oscar Hammerstein II – musica: Richard Rodgers)
3. Bees – 2:52
4. Rainbows – 1:15
5. Plummer Park – 4:15
6. Springs – 2:55

Lato B (SP-3066)
Testi e musiche di Pete Jolly, eccetto dove indicato.
1. Seasons – 3:47 (musica: Roger Nichols)
2. Sand Storm – 2:00
3. Autumn Festival – 3:10
4. Prairie Road – 2:50
5. The Indian's Summer – 3:38
6. Pete Jolly – 1:40

## Musicisti
- Pete Jolly – pianoforte elettronico Wurlitzer, accordion, musette, sano vox, organo Hammond
- John Pisano – chitarra
- Chuck Berghofer – contrabbasso
- Paul Humphrey – batteria
- Milt Holland – percussioni
- Emil Richards – percussioni
- Bill Holman – arrangiamento (strumenti a fiato)

Note aggiuntive
- Herb Alpert – produttore
- Roland Young – art direction copertina album originale
- Chuck Beeson – design copertina album originale
- Jim McCrary – foto copertina frontale album originale
- David Muench – foto retrocopertina album originale
- Clyde H. Smith – foto interna copertina album originale (fiocco di neve)
- Bob Garcia – note di copertina [3]